# Helen af Enehjelm
Helen Margaret Mary af Enehjelm, född 9 april 1909  i Bakersfield, Kalifornien, död 26 augusti 1991 i Helsingfors, var en amerikansk-finländsk författare. 
Helen af Enehjelm växte upp i USA och kom till Finland på grund av äktenskap 1930. Hon skrev först på engelska (två romaner översatta till svenska av Ulla Hornborg), senare direkt på svenska. Hon framträdde i främsta rummet som litteratur- och kulturhistorisk essäist med ett tiotal verk, bland annat Röster över vattnet (1953) och Resor (1965), samt presenterade engelsk och amerikansk litteratur i Hufvudstadsbladet 1956–1977. Bland hennes romaner märks Vintermusik (1970) och Systrar och vänner (1979).